# Austrophorocera laetifica
Austrophorocera laetifica är en tvåvingeart som först beskrevs av Louis-Paul Mesnil 1950.  Austrophorocera laetifica ingår i släktet Austrophorocera och familjen parasitflugor.
Artens utbredningsområde är Sri Lanka. Inga underarter finns listade i Catalogue of Life.